# Ansefléda
Ansefléda byla franská aristokratka, manželka Warattona, majordoma královského paláce v Neustrii, v době panování krále Theudericha III.
V manželství s Warattonem měla dvě děti, Anstrudu a Gistemara, který na popud neustrijské šlechty svrhl svého otce a na krátkou dobu byl majordomem Neustrie. Po Warattonově smrti Ansefléda do úřadu majordoma prosadila svého zetě Berchara, který se snažil franské šlechtice podřídit centrální moci. Nespokojenost šlechty rostla a vlivní aristokrati odcházeli do exilu v Austrasii, kde přesvědčili austrasijského majordoma Pipina II. Prostředního, aby zahájil válečné tažení proti Bercharovi. Pipin II. Prostřední v bitvě u Tertry Berchara porazil a donutil ho k rezignaci. Aby Ansefléda znovu vyjednala s Pipinem II. mír, nechala svého zetě Berchara zavraždit a dceru Anstrudu, která již měla dceru Adaltrudu, provdala za Pipinova syna Drogona, vévodu z Champagne. Drogo zemřel v roce 708 a Anseflédina vnučka Adaltruda pravděpodobně brzy poté. Ansefléda v závěru života podporovala vzdělání svého pravnuka Huga z Rouenu.
Podle třetího pokračování Fredegarovy kroniky z roku 760 byla Ansefléda vznešená a energická žena.